# Józef Rębacz
Józef Rębacz (ur. 17 stycznia 1946 w Marzeninie, zm. 16 lipca 2022) – polski lekkoatleta długodystansowiec. 
Największe sukcesy odnosił w biegu na 3000 metrów z przeszkodami. Startował w tej konkurencji na mistrzostwach Europy w 1971 w Helsinkach, gdzie w finale zajął 8. miejsce. Był dwukrotnym wicemistrzem Polski na tym dystansie w 1970 i 1974, a także brązowym medalistą w biegu przełajowym (6 km) w 1971, na 5000 metrów w 1972 oraz na 3000 metrów z przeszkodami w 1971 i 1972. 
W latach 1969–1973 wystąpił w siedmiu meczach reprezentacji Polski, bez zwycięstw indywidualnych.
Rekordy życiowe:
- bieg na 1500 metrów – 3:47,4 (3 czerwca 1972, Warszawa)
- bieg na 3000 metrów – 8:04,8 (20 czerwca 1971, Warszawa)
- bieg na 5000 metrów – 13:59,0 (19 sierpnia 1972, Warszawa)
- bieg na 10 000 metrów – 29:35,0 (1 maja 1971, Warszawa)
- bieg maratoński – 2:24:00 (22 lipca 1978, Szeged)
- bieg na 3000 metrów z przeszkodami – 8:26,4 (11 sierpnia 1972, Warszawa)[8]

Był zawodnikiem Widzewa Łódź i ŁKS Łódź.